# Cressey
Cressey es un lugar designado por el censo ubicado en el condado de Merced en el estado estadounidense de California. En el año 2010 tenía una población de 394 habitantes.

## Geografía
Cressey se encuentra ubicado en las coordenadas 37°25′13″N 120°39′55″O / 37.42028, -120.66528.